# 断事官
断事官，即法官，从三品，元朝、明初官职。汉语文献中也称之为札鲁忽赤、札鲁火赤、札鲁花赤（蒙古语：ᠵᠠᠷᠭᠤᠴᠢ）等。
大蒙古国时期失吉忽圖忽等人担任大断事官，元朝时为中书省属官，掌管行政刑事职权。明朝初期，在大都督府下设立断事官，掌管五军都督府刑狱。洪武二年废除。但在北元及其后的蒙古诸部中这个官称被保留了下来，明代的女真诸部受蒙古影响，也存在扎尔固齐这一官职，如海西女真中，乌拉的布占泰属下即有一名叫拉布太的扎尔固齐。
后金政权和清初也使用扎尔固齐（穆麟德轉寫：jargūci）作为官号，也译作贾儿古赤、札尔固齐等。努尔哈赤最早的扎尔固齐是费英东和噶盖。后金及清初的扎尔固齐有时也叫做“佐理大臣”或“理事大臣”。清代理藩院派驻蒙古各部当差的“司員”也称为扎尔固齐。